# قصر العشروات
قصر العشروات قرية موقعها في منطقة حائل تبعد عند حائل حوالي الـ 30 كلم ، جنوب بلدة قفار ، بلدة صغيرة تبعد حوالي 30 كلم جنوبا على خط حائل - المدينة المنورة.